# Catedral de Paderborn
A Catedral de Paderborn (em alemão Paderborner Dom) localiza-se na cidade de Paderborn, na Renânia do Norte-Vestfália, Alemanha. A igreja é a sede da Arquidiocese de Paderborn.

## História
Uma diocese foi fundada em Paderborn em 799, na ocasião de um encontro entre o rei franco Carlos Magno e o Papa Leão III, durante um sínodo que ocorria na cidade. O primeiro bispo foi Hathumar (806-815). Já o segundo bispo, Padurad, trouxe as relíquias de São Libório de Le Mans (atual França) a Paderborn em 836. Nos séculos seguintes o santo transformou-se no patrono da catedral e da diocese. No ano 1000 a catedral foi destruída num incêndio, mas foi reconstruída entre 1009 e 1015 pelo bispo Meinwerk.
O edifício atual da Catedral de Paderborn foi levantado essencialmente no século XIII, mais precisamente do período entre 1225 e 1270. A enorme torre do lado oeste, de 93 m de altura e flanqueada por duas torres menores circulares, é a parte mais antiga levantada durante essa reconstrução. Também data dessa época a estrutura geral da igreja, com um transepto no lado oeste e outro do lado leste dotados de gabletes. O corpo da igreja é composto por três naves de igual altura, o lhe dá a característica de igreja-salão. As capelas de ambos lados das naves laterais foram adicionadas no século XIV.

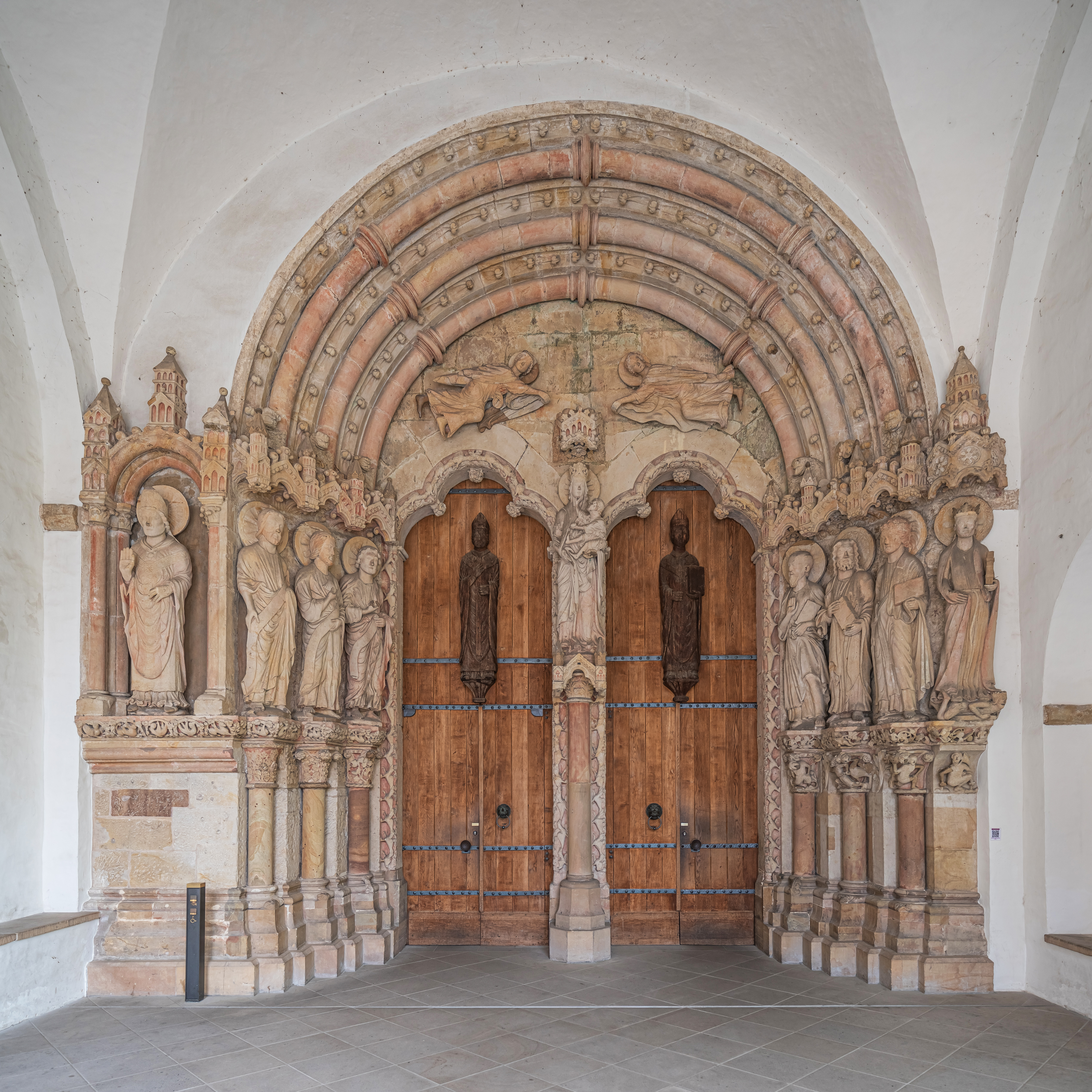
"Porta do Paraíso" (Paradies) no lado sul da Catedral de Paderborn (início do séc. XIII)

Durante a Guerra dos Trinta Anos (1618-1648) a catedral foi danificada e saqueada. Por essa época as capelas laterais das naves foram redecoradas com novos portais e grades. O interior geral da igreja foi dotado de uma exuberante decoração barroca.
A igreja foi restaurada a partir de 1895 pelo mestre Arnold Güldenpfennig, que reformou em estilo historicista os gabletes da catedral. Em 1945, porém, o edifício se encontrava muito danificado pelos bombardeios da Segunda Guerra Mundial, em que se perdeu o interior barroco. Nos restauros subsequentes foram alterados o coro, a cripta (onde estão sepultados vários bispos de Paderborn) e as janelas ganharam novos vitrais.

## Arte e arquitetura
O edifício atual da Catedral de Paderborn foi levantado essencialmente no século XIII, mais precisamente do período entre 1225 e 1270. A enorme torre do lado oeste, de 93 m de altura e flanqueada por duas torres menores circulares, é a parte mais antiga levantada durante essa reconstrução. Também data dessa época a estrutura geral da igreja, com um transepto no lado oeste e outro do lado leste dotados de gabletes. O corpo da igreja é composto por três naves de igual altura, o lhe dá a característica de igreja-salão. As capelas de ambos lados das naves laterais foram adicionadas no século XIV.

## Links
- Catedral de Paderborn no sítio da Arquidiocese (em alemão)